# باث بیچ (بروکلین)
باث بیچ (انگلیسی: Bath Beach, Brooklyn) محله‌ای در بروکلین، شهر نیویورک، ایالات متحده است. این محله در لبه جنوب غربی بخش خلیج گریوزند واقع شده‌است. این محله در شمال شرقی خیابان ۸۶ با بنسونهورست و نیو اوترخت هم‌مرز است. پارک ساحلی دایکر و زمین گلف در شمال غربی در سراسر خیابان ۱۴ و گریوزند در سراسر شرق خیابان استیل‌وال قرار دارد.